# 牛牛
牛牛（1997年7月11日—）本名張勝量，福建省廈門人，是一位钢琴家。

## 生平
3歲時就把一本初學者用鋼琴樂譜全部彈完，讓雙親驚訝。6歳時於廈門市當地，在1000人以上的聽眾的面前開展了鋼琴獨奏會。8歲時進入上海音樂學院中等部。這是該學院81年的歷史中最年少的學生，開始在該校就讀。之後到法國表演。9歲時，到美國與柏林兩地演出。9歲那年11月在英国王室的邀請下，到皇家阿爾伯特音樂廳展開演奏會。這場演奏會有三千多人入場觀看，威爾斯親王查爾斯則說是「牛牛的粉絲」。10歲那年(2007年)，與有112年歷史的國際古典大廠EMI簽約，是該公司最年少紀錄的契約。2013年底，牛牛再和中國的金牌大風、英國倫敦的著名古典音樂家經紀公司ICA、華納唱片公司簽下合約，將在未來七年內，發行七張個人獨奏或協奏曲專輯。2014年6月8日，青年鋼琴家牛牛胡桃山藝術學校（Walnut Hill School for the Arts）的畢業典禮後，前往紐約的茱莉亞學院深造。